# グレゴリアン大学
国立グレゴリアン大学（こくりつグレゴリアンだいがく、イタリア語: Pontificia Università Gregoriana）は、イタリア、ローマにある国立大学で教皇庁立大学（英語：Pontifical University）の一つ。
1551年創立という長い歴史と伝統を誇り、2001年9月には創立450周年を祝った。同大学には世界中130の国と地域からの司祭、修道士、神学生、一般人など1600人の学生が学び、世界最大規模の神学部の一つである。イエズス会による創立であることからグレゴリアン大学で教鞭をとるのは伝統的にイエズス会員が多いが、他修道会の会員や一般信徒も教壇に立っている。

## 沿革
イエズス会の創立者イグナチオ・デ・ロヨラによって司祭養成のために1551年に設立されたコッレギウム・ロマヌムがその前身である。創立から30年後、教皇グレゴリウス13世は学院に大規模な援助を行い、現在地に移転させて拡張した。グレゴリウス13世の居館は今でも残っており、学舎の一つとして利用されている。グレゴリウス13世からの援助に感謝して現名称へ改めた。イエズス会が禁止されていた期間は一時的にイエズス会が関わらなかったが、1824年に教皇レオ12世の治世で再びイエズス会が関わるようになった。1873年には教皇ピウス9世の治世において完全に国立大学の大学とされた。
1924年から1929年にかけて現在用いられている施設がつくられた。大学はピロッタ広場に面した場所にあって、共にカトリック神学研究の最高峰である学校群、教皇庁立聖書研究所、教皇庁立東洋研究所、北アメリカ大学の大学院カーザ・サンタ・マリアと隣接している。

## 著名な教授
- フランシスコ・デ・トレド（1532年 - 1596年）
- フランシスコ・スアレス（1548年 - 1617年）
- クリストファー・クラヴィウス（1537年 - 1612年）
- ロベルト・ベラルミーノ（1542年 - 1621年）
- クリストフ・グリーンベルガー（1561年 - 1636年）
- クリストフ・シャイナー（1575年 - 1650年）
- アタナシウス・キルヒャー（1601年 - 1680年）
- ファン・デ・ルゴ（1583年 - 1660年）
- スフォルツァ・パラヴィチーノ（1606年 - 1667年）
- ルジェル・ヨシプ・ボスコヴィッチ（1711年 - 1787年）

## 出身者
- ローマ教皇（14人）
  - ピウス12世
  - パウロ6世
  - ヨハネ・パウロ2世など
- 聖人（20人）
  - マテオ・リッチ
  - ロベルト・ベラルミーノ
  - アロイシウス・ゴンザーガ 
  - マキシミリアノ・コルベなど
- 福者（39人）
- 日本人出身者
  - 石脇慶総
  - 濱尾文郎
  - 門脇佳吉など